# 海风 (杂志)
海风（Sea Breezes）是专门针对全球航运的英国月刊，涵盖海洋新闻，专家评论，轮渡，海岸航行，船只，港口等领域的信息。

## 概述
首期发行于1919年12月。1946年在二次大战后恢复发行，并更名为《海风——船舰爱好者文摘》（Sea Breezes - The Ship Lovers' Magazine）。1973年8月该月刊开始使用彩色照片。